# Spilosoma dentilinea
Spilosoma dentilinea är en fjärilsart som beskrevs av Moore 1872. Spilosoma dentilinea ingår i släktet Spilosoma och familjen björnspinnare. Inga underarter finns listade i Catalogue of Life.